# Översvämningarna i West Virginia 2016

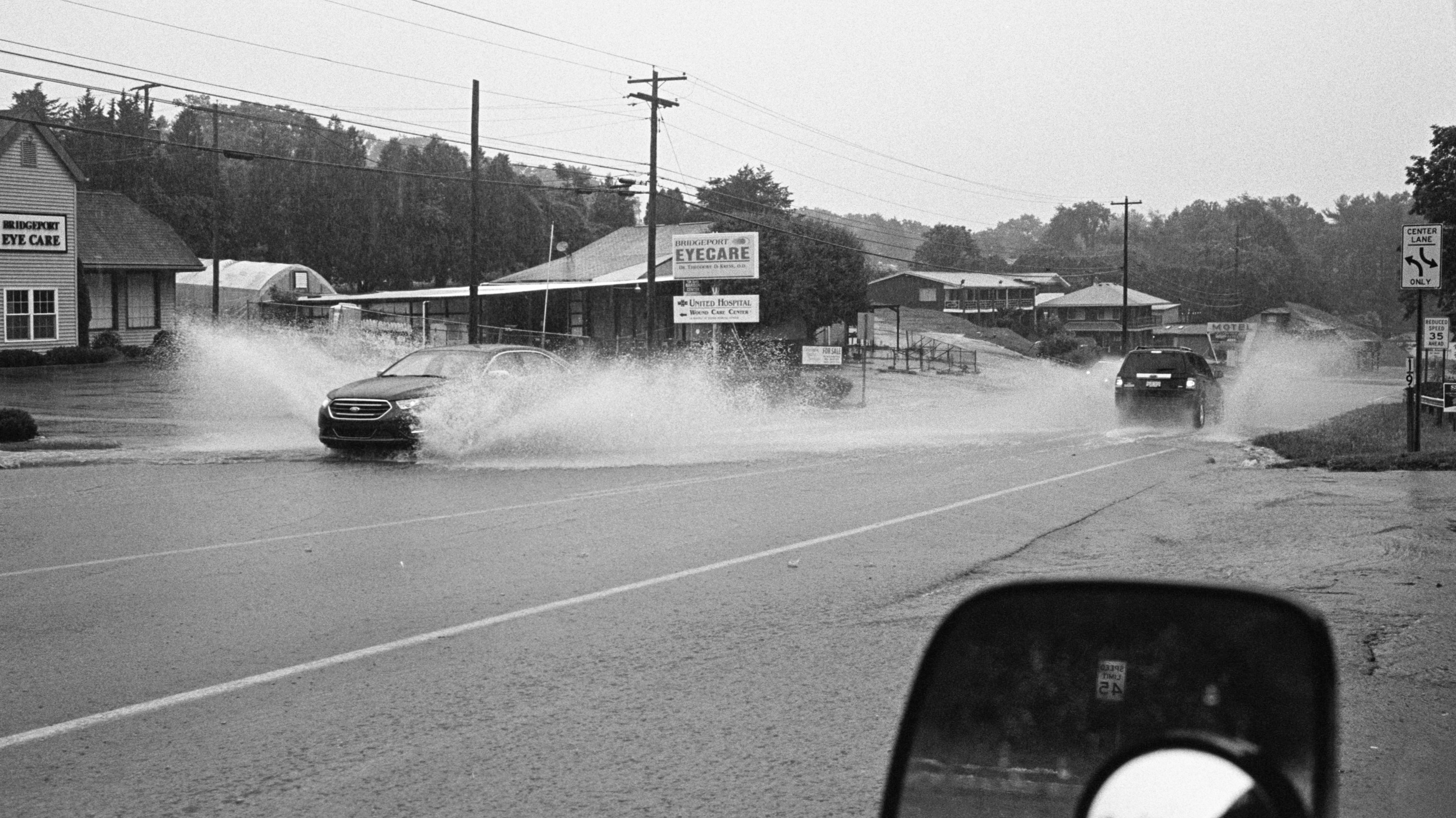
Översvämning i Bridgeport.

Översvämningarna i West Virginia, USA, var ett resultat av häftiga skyfall som dragit fram över delstaten från torsdagen den 23 juni och framåt. Rapporter visade på omkring 228 mm regn på en del ställen. Mer än 100 hem ska också ha totalförstörts och tusentals hushåll och företag blev strömlösa. En av de hårdaste drabbade var Greenbrier County där många antingen sveptes med av vattenmassorna eller inte lyckades fly i tid. Minst 24 personer dog i skyfallen och översvämningarna. West Virginias guvernör Earl Ray Tomblin utlyste undantagstillstånd i 44 av 54 län med anledning av översvämningarna.